# Embrikstrandia unifasciata
Embrikstrandia unifasciata là một loài bọ cánh cứng trong họ Cerambycidae.